# Carmine Mirabelli
Carmine Mirabelli, também conhecido como Carlo Mirabelli ou Carlos Mirabelli (Botucatu, 2 de janeiro de 1889 – São Paulo, 30 de abril de 1951), foi um médium brasileiro de efeitos físicos.

## Biografia
Filho primogênito de Luigi Mirabelli, um pastor protestante italiano e de Christina Scaccioto Mirabelli. O casal teve um outro filho, uma menina, Tereza Mirabelli Eugenio, nascida em 1891. Em poucos anos, entretanto, a mãe viria a falecer, fato de que Carmine viria a se ressentir, e que se acreditava que teria aumentado a sua sensibilidade.
Fez os seus primeiros estudos no Grupo Escolar Cardoso de Almeida, em Botucatu, no Colégio São Luiz, em Itu, e no Colégio Cristóvão Colombo, em São Paulo. Nesta fase, certa feita, impressionou muito os seus professores e colegas ao dissertar sobre o tema "Evolução e Involução" em perfeito latim, embora não tivesse conhecimento do idioma.
Em 22 de fevereiro de 1914, logo após a morte de seu pai, mergulhando a família em sérias dificuldades financeiras, Carmine ficou doente, aflorando uma extraordinária paranormalidade. Embora não fosse espiritualista, alegava ver os espíritos dos pais, de um tio, de sua sogra e de uma filha.
Naquele mesmo ano, empregado da Companhia de Calçados Villaça, foi colhido de surpresa por estranhos fenômenos, hoje classificados como “Poltergeist”. Apenas na sua presença, com frequência, sapatos saltavam por si mesmos das prateleiras ou moviam-se como se fossem animados. Carmine não compreendia porque isso acontecia, mas muitos clientes assustados atribuíam os fenômenos ao “diabo”. Mirabelli foi acusado por populares de estar “possuído’ pelo “demônio”, tendo sido vítima de agressões nas ruas. A sua casa chegou a ser apedrejada por fanáticos religiosos.
Em consequência desses fenômenos chegou a ser internado por dezenove dias no Asilo de Alienados do Juqueri, tendo sido constatado pelos Drs. Francisco Franco da Rocha e Felipe Aché que o paranormal tinha uma “energia nervosa” acima do normal. Com a ajuda de pesquisadores renomados dos fenômenos psíquicos, como o médico Dr. Alberto de Melo Seabra, Mirabelli se conscientizou da importância de seus dons psíquicos e decidiu se submeter a sessões espíritas experimentais.
Carmine Mirabelli podia manifestar uma ampla gama de fenômenos, entre os quais a levitação, materialização e desmaterialização de objetos. Acredita-se que muitos deles resultavam de suas próprias forças psíquicas, sem o envolvimento de entidades espirituais. Mas também é sabido que Mirabelli conhecia alguns truques simples de prestidigitação.
Embora na juventude o médium não conseguisse controlar os fenômenos - objetos voavam ao seu redor, atingindo-o e aos circunstantes em muitas ocasiões - quando ficou mais velho conseguia refrear o fluxo de suas energias psicobiofísicas, reduzindo os riscos.
Em 1916, a imprensa de São Paulo voltou a sua atenção para os estranhos feitos do "Homem Misterioso". Em uma série de reportagens, com ampla repercussão popular, destacaram-se o Correio Paulistano (em defesa dos fenómenos) e A Gazeta (contra).
Mirabelli fundou o Centro Espírita São Luiz, em 25 de agosto de 1917.
Mirabelli atravessou quatro casamentos:
- com Carmem Guerreiro, tiveram dois filhos, Diva Cristina Mirabelli e Luiz Mirabelli;
- com Edméa de Paiva Magalhães, não teviram filhos;
- com Maria do Carmo Pinto Pacca, tiveram Regene Pacca Mirabelli; e
- com a Prof. Amélia Loureiro, tiveram César Augusto Mirabelli.

O médium foi encarcerado várias vezes acusado de exercício ilegal da Medicina, furto e também por perseguições políticas, mas mesmo detido, envolvia as pessoas com seus dons e sua generosidade. Era considerado muito eloquente e comunicativo, apreciava a natureza e gostava de fumar charutos e cachimbos.
Mirabelli era portador de diabetes. Por muitos anos, só conseguiu dormir em quartos iluminados, uma vez que temia a ocorrência de fenômenos desagradáveis enquanto dormia.
Por certa fase de sua vida Mirabelli chegou a cobrar por seus serviços mediúnicos, desagradando aos espíritas. Entretanto, Mirabelli não perdeu os seus dons com o avançar da idade. Existem relatos de que os seus fenômenos foram observados até 1950, poucos meses antes de sua morte.
Faleceu vítima de acidente de trânsito, por atropelamento. Conduzido ao Hospital das Clínicas de São Paulo, veio a falecer sendo atestada a fratura do seu crânio como "causa-mortis". O corpo foi sepultado na tarde de 1 de maio de 1951 na campa 155 da quadra 27, no Cemitério São Paulo.

## Materializações de destaque
O periódico O Estado de S. Paulo, em 18 de maio de 1916 cobriu a materialização, pelo médium, do espírito do ex-bispo da Diocese de São Paulo, D. José de Camargo Barros, em sessão ocorrida na cidade de Santos. Estiveram presentes médicos e oficiais da Força Pública de São Paulo.
O Vanguarda, de fevereiro de 1933, abordou a materialização, pelo médium, do espírito de São Francisco de Assis.
Outras materializações que chamaram a atenção à época, foram as dos espíritos de Giuseppe Parini e de Harune Arraxide.